# Перепончатопалый улит

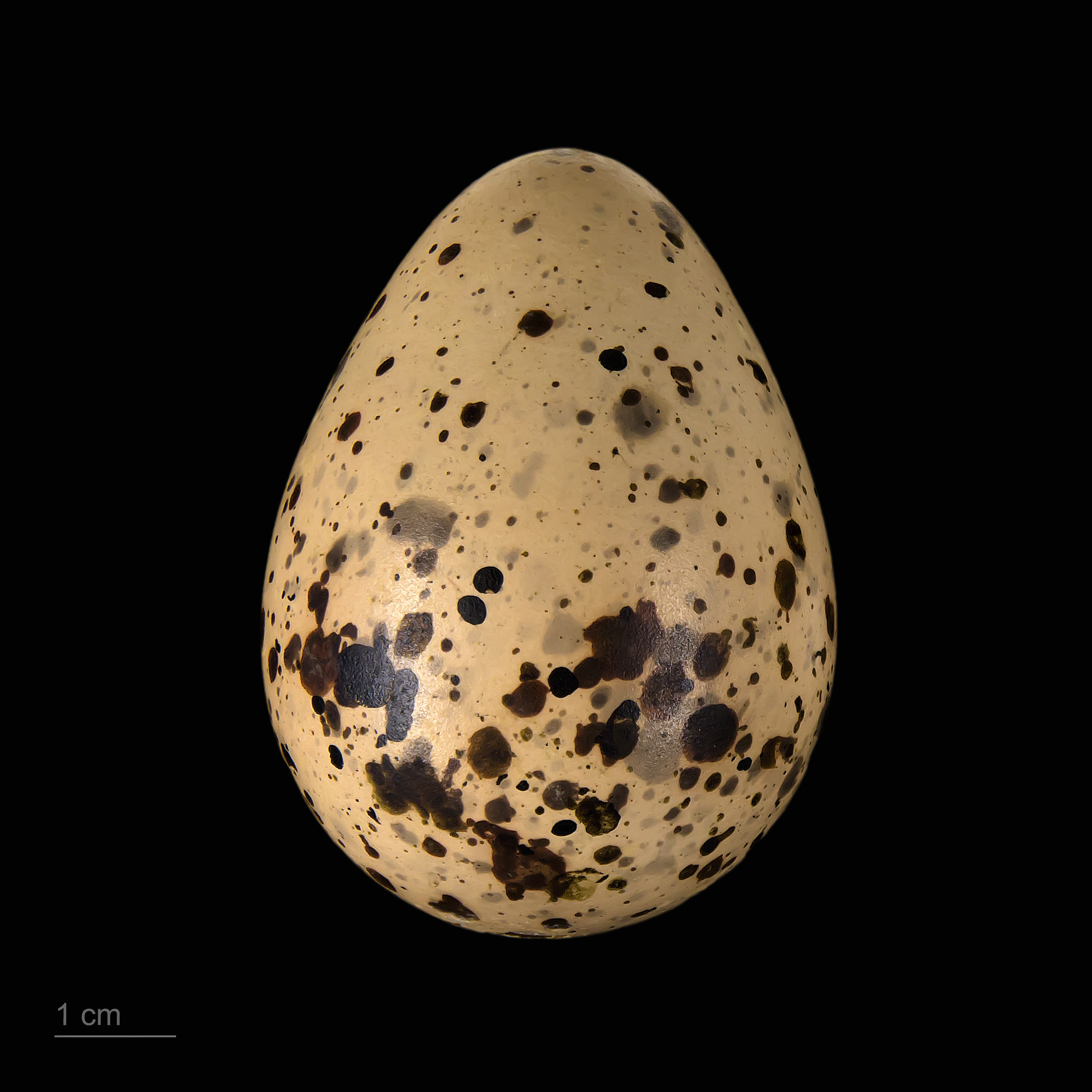
яйцо Tringa semipalmata - Тулузский музеум

Перепончатопалый улит (лат. Tringa semipalmatus) — вид птиц из семейства бекасовых.

## Описание
Птица имеет заметно развитые перепонки между передними пальцами, почти прямой (едва заметно перегнутый кверху) клюв. Длина — 33-41 см, вес —200-330 г. Длина крыла 18—25 см, хвоста — 7—8 см, плюсны и клюва — 5—6,5 см. Спина дымчатая с черноватыми отметинами, задняя часть спины и поясница тёмные, у подмышечных и нижних кроющих перьев крыла лишь узкие беловатые каёмки. Основная половина первостепенных махов и второстепенные — белые. Питается насекомыми, мелкими ракообразными и моллюсками, морскими червями.

## Питание
Питается маленькими крабами, червями, моллюсками и другими беспозвоночными. Также известно, что они иногда поедают растительный материал. Иногда ловит и мелкую рыбу. Среди насекомых преобладают водные жуки.

## Ареал, подвиды, численность
Перелётная птица. Tringa semipalmata inornata (западный подвид) обитает в пресноводных болотах прерий в западной части Северной Америки. Зимует на восточном побережье США, на севере Бразилии, на западном побережье Америки от Орегона до Перу.
Tringa semipalmata semipalmata (восточный подвид) обитает в прибрежных болотах, периодически затопляемых морской водой, ("солёных маршах") Новой Шотландии, а зимует вдоль восточного побережья США до границы с Мексикой, в Карибском бассейне, на севере атлантического побережья Южной Америки.
Популяция вида резко сократилась из-за охоты в конце девятнадцатого и начале двадцатого веков. Их численность с тех пор увеличилась, но по-прежнему находится под угрозой исчезновения из-за продолжающегося антропогенного изменения мест обитания.

## Гнездо
Гнездо представляет собой неглубокую ямку, которую птицы выскребают ногами и грудью, её размер составляет 15 см в диаметре и 5 см в глубину. Расположено среди травы у кромки воды или в песчаных дюнах. Оба пола высиживают яйца в течение 22–29 дней.